# Sarcotaces verrucosus
Sarcotaces verrucosus är en kräftdjursart som beskrevs av Olsson 1872. Sarcotaces verrucosus ingår i släktet Sarcotaces och familjen Philichthyidae. Inga underarter finns listade i Catalogue of Life.